# 화학 조성
화학 조성(化學組成, Chemical composition)은 특정한 화합물을 구성하는 원소의 비율과 함유량을 두루 일컫는 용어이다.
후형질을 제외한 원형질만으로 된 화학 성분을 분석하여 그 화학 조성을 밝히는 것은 실제로 매우 어렵다. 그래서 후형질이 적은 동물의 간세포나 변형 균류의 변형체 등의 분석 결과로 원형질의 화학 조성을 대충 추정한다.
또 원형질의 화학 조성은 세포의 종류에 따라 다르며, 같은 세포라도 생리 조건, 성장 정도에 따라 변화한다. 특히 식물 세포는 성장에 수반하여 액포가 발달하며, 세포 함유물이 증가하여 단백질이 감소한다.

## 조성 혼합물
혼합물의 화학적 조성은 "성분"이라고 불리는 혼합물을 구성하는 개별 물질의 분포로 정의될 수 있다. 즉, 각 성분의 농도를 정량화하는 것과 같다. 성분의 농도를 정의하는 방법이 다양하기 때문에 혼합물의 조성을 정의하는 방법도 다르다. 이는 몰분율, 부피분율, 질량백분율, 몰랄 농도, 몰 농도 또는 노르말 농도 또는 혼합비로 표현될 수 있다.
혼합물의 화학적 조성은 3차 플롯 및 4차 플롯과 같은 플롯으로 그래픽으로 표시될 수 있다.